# Jaclyn Stelmaszyk
Jaclyn Stelmaszyk (nacida Jaclyn Halko, Scarborough, Canadá, 16 de diciembre de 1986) es una deportista polaca que compitió en remo. Ganó una medalla de oro en el Campeonato Mundial de Remo de 2012, en la prueba de cuatro scull ligero.

## Palmarés internacional
| Campeonato Mundial | Campeonato Mundial | Campeonato Mundial | Campeonato Mundial  |
| Año                | Lugar              | Medalla            | Prueba              |
| ------------------ | ------------------ | ------------------ | ------------------- |
| 2012               | Plovdiv (Bulgaria) | Medalla de oro     | Cuatro scull ligero |